# Ineos
A Ineos é uma empresa multinacional voltada a indústria química britânica com sede e registro em Londres, Reino Unido. A Ineos está organizada em cerca de 20 unidades de negócios autônomas, cada uma com seu próprio conselho e operando quase totalmente de forma independente. Embora, o fundador Sir Jim Ratcliffe e seus associados apareçam ocasionalmente como conselheiros.

## Esportes
A Ineos patrocina a equipe de ciclismo Ineos Grenadiers e a equipe de vela Ineos Team UK. A Ineos também é o patrocinador principal da equipe de Fórmula 1 da Mercedes. Em 18 de dezembro de 2020, foi confirmado que a Ineos havia comprado um terço (33,3%) das ações da equipe Mercedes. Com isso, atualmente a Ineos detém a mesma quantidade de ações que a Daimler e Toto Wolff, os outros dois acionistas do time. E, em dezembro de 2023, a empresa concluiu a compra de uma participação minoritária de 25% do clube de futebol Manchester United, que joga na Premier League.